# Abraham Szalom Friedberg

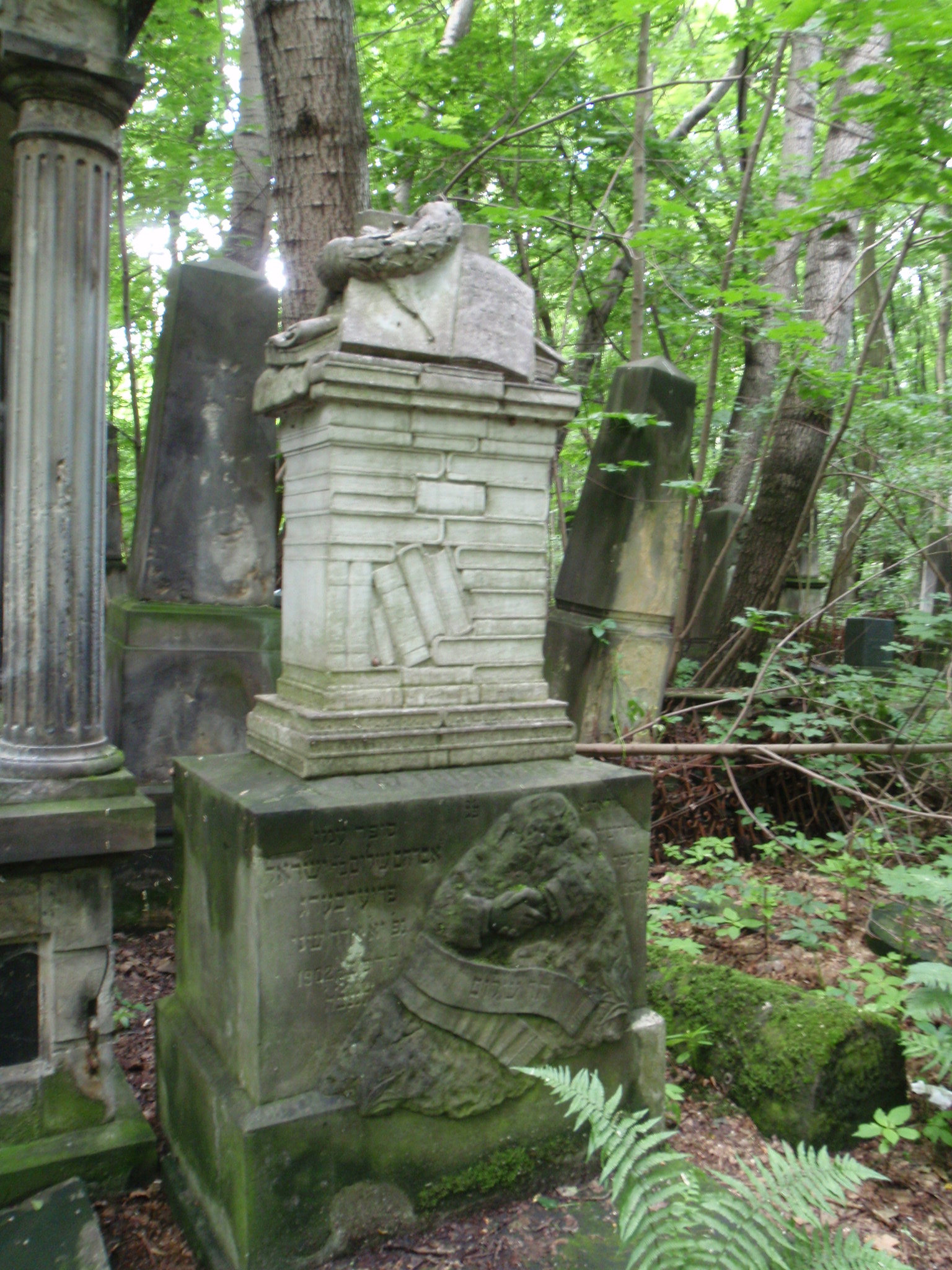
Grób Abrahama Szaloma Friedberga na cmentarzu żydowskim w Warszawie

Abraham Szalom Friedberg (hebr. אברהם שלום פרידברג; ur. 4 listopada?/16 listopada 1838 w Grodnie, zm. 20 marca 1902 w Warszawie) – polski pisarz i literat żydowskiego pochodzenia, tworzący w języku hebrajskim i jidysz.
Pochowany jest na cmentarzu żydowskim przy ulicy Okopowej w Warszawie (kwatera 40, rząd 1).

## Wybrane publikacje
- 1923: Marani. Opowieść o inkwizycji w Hiszpanii według opowiadania Grace Aguilar i książki „Emek ha-arazim” (Dolina cedrowa)
- 1911: Wspomnienia z domu Dawida